# Acanalonia viridica
Acanalonia viridica är en insektsart som beskrevs av Schmidt 1932. Acanalonia viridica ingår i släktet Acanalonia och familjen Acanaloniidae. Inga underarter finns listade i Catalogue of Life.